# 斧アツシ
斧 アツシ（おの アツシ、1961年9月9日 - ）は、日本の俳優、声優、ナレーター。神奈川県横浜市出身。大沢事務所所属。

## 経歴

### 生い立ち
子供の頃からアニメ、映画を観るのが好きで、学芸会で人前で演技をするのも得意であり、「この楽しさを、将来仕事にできたらな」と思っていたという。同時に頭の片隅で、「そんなに甘い世界じゃねぇよな」とも感じており、「やりたいことが見つかるまでは」と大学に進学したが、結局中退し、20歳から一人暮らしを始め、郵便配達をはじめとする10数種類の職種のアルバイトを掛け持ちして生活していた。
正社員としても就職していたが、早々に「自分は会社の組織には馴染めない、向いてない」と感じながら会社の上の人たちを見ていた。夢が持てなかったのもあり、改めて「自分が本当にやりたいことって何だろう？」と考えていたところ、無理だと決めつけていた「役者」が頭に浮かび、「やっぱりこの演技の道は避けても避けきれない」と思った。

### キャリア

#### 俳優として
友人がその気持ちを知って、新聞広告の切り抜きを送ってくれたことがきっかけで、29歳の時に劇団のオーディションを受ける。しかし子役中心の劇団だったため、次第に物足りなくなり、同じ劇団だった同期数人で劇団を結成して、自分たちで公演していた。
その後名古屋市のタレント事務所から誘われてそこに所属し、「本社に移れば仕事の幅がもっと広がる」と32歳の時に出稼ぎのつもりで東京から名古屋に拠点を移す。
1990年代後半ごろから、名古屋においてマルチタレントとしてドキュメンタリー番組やCMナレーションなどのナレーター活動、グルメ番組・旅番組のリポーター、結婚式の司会者などをしていた。
俳優としてNHKの『中学生日記』、大河ドラマにも出演していたが、当時は「売れない役者」状態で生活は安定していなかった。40歳も近い頃に、フリーでナレーションの仕事を中心に活動してから安定したという。

#### 声優として
NHKの深夜の再放送で海外ドラマ『ビバリーヒルズ青春白書』を毎回観ていくうちに、「吹替えってすごいな……」と興味が湧き、声優の仕事に興味を持つ。のちに所属することになる大沢事務所の先輩である小杉十郎太の声と芝居に惹かれ、それまで声優の仕事に興味を持つことはなかったが、純粋に「声優っていいな」と思うようになった。
40歳を過ぎた2003年に声優を目指し帰京、東北新社が運営する「映像テクノアカデミア」のプロ専科クラスに入所した。プロ専科は、すでにプロの声優を対象としたクラスだったため、スタートも遅く吹き替えが未経験者だったので「初めの数か月は毎週落ち込んで帰った」そうである。同年10月、当時所属していたリベルタから大沢事務所に移籍。2004年にジュニア登録をして声優業をスタートさせた。
声優業を開始した当初は役らしい役は全然貰えず、特にジュニア時代は1本のギャラが少ないため、何度も「年越せねぇかもな……」と思った。昼間は仕事があったりなかったりするため、「早朝の仕事ならできるだろう」と新聞配達のアルバイトもしていたという。徐々に声が掛かるようになったのは、1年ほどして、マジックカプセルの音響監督の明田川仁に出会ってからであり、とにかく、「もっといい仕事を！もっといい役を！」と常に飢えていたという。
48歳の時に出演していたテレビアニメ『天体戦士サンレッド』は、一つの転機になったという。

## 人物
特技は剣道初段。

### 特色
CMナレーションで活躍している一方、アニメ作品にも多数出演している。
明田川仁は敬愛するディレクターの1人で、2023年時点では『機動戦士ガンダム 水星の魔女』、『慎重勇者〜この勇者が俺TUEEEくせに慎重すぎる〜』を始め、たくさんの作品に出演している。明田川が、「なぜ斧さんをキャスティングし続けるんですか？」と後輩の声優に問われ、「だってあの人、どこまでが素なのか演技なのかわからないから」と答えたと知った。その時は、嬉しく、その言葉に報われた思いがしていたという。
自然な芝居をするために、「想像力をどこまで膨らませられるか？がとても大事だ」といい、台本を読む時に「このキャラクターはこういう時、どういう風に考えるだろう？」と想像したり、「このキャラクターは本当にそのセリフを言うだろうか？」と改めて考えていたりしている。そこで「いや、言わないだろう」と思ったところ、リハーサル時に、台本とは違うセリフで演じているという。

### 交友・対人関係
小林清志を尊敬している。子供の頃からテレビアニメ『ルパン三世』が好きで声優を始めた頃から、そのアニメの中でも一番好きな次元大介の声を引き継ぐことを、目標にしていた。アニメのテレビシリーズ、スペシャル番組、劇場版でのそのキャラクターのセリフをゼロから書き起こし、声や言い回しの癖を真似して、近づける練習を何年も続けていた。
OVA『ルパン三世 ルパンは今も燃えているか?』にてシリーズへの出演が実現した時、我慢できずに小林にサインをねだったところ、小林は斧が持参したマジックを嫌い「俺はコレの方が良いんだよ」と言い筆ペンで台本にサインを書いたという。
2021年、オーディションも受けるチャンスがないまま、大塚明夫が小林から次元を引き継ぎ、一瞬で気力がなくなっていき、目標を失ってしまった気がしていた。ただし、あまりにも悔しく「このままじゃ終われねぇな」、「どうせ声優人生を終えるなら、自分の中で『やり切った！』と納得して終えたい。それまでもう少し続けてみよう」と思ったという。
2025年に『ネバダ・スミス』のテレビ版吹き替えを追加収録してBlu-rayに収録されることになった際に小林が演じたビル・ボードリー（アーサー・ケネディ）の代役を務め、「小林清志さんの代役という一つの夢が叶った」、「“次元”とはまた違ったチンピラ役のためトーンを合わせるのが難しかったけれど最高に幸せな瞬間でした」と喜びを語っている。

## 出演
太字はメインキャラクター。

### テレビアニメ
2005年
- CLUSTER EDGE（ボーイ長）
- 地獄少女（喫茶店のマスター）
- NARUTO -ナルト-（看護士、侍）
- 焼きたて!!ジャぱん（モニカの父）

2006年
- RGBアドベンチャー（ロンメルン、ラルゴ 他）
- ARIA The NATURAL（マスター）
- ウィッチブレイド（医師、キャスター）
- 桜蘭高校ホスト部（相島）
- ガラスの艦隊（エッカルド）
- 銀魂（おでん屋の親父、目黒副主任、飲み屋の親父）
- 彩雲国物語（老官吏）
- 灼眼のシャナ（“千征令”オルゴン）
- ゼーガペイン（インゼル司令）
- 内閣権力犯罪強制取締官 財前丈太郎（鈴木秀明）
- 妖逆門（山坊主）
- マージナルプリンス〜月桂樹の王子達〜（大佐）

2007年
- キスダムR -ENGAGE planet-（神籠博士）
- 月面兎兵器ミーナ（おじさん、観客男）
- シャイニング・ティアーズ・クロス・ウィンド（ジンクロウ）
- スカイガールズ（嶋秋嵩）
- 精霊の守り人（帝、ライ）
- のだめカンタービレ（カイ・ドゥーン）
- 爆丸バトルブローラーズ（ティグレス）
- BACCANO! -バッカーノ!-（東郷田九郎）
- ひぐらしのなく頃に解（男）
- ぼくらの（桂木）
- Myself ; Yourself（国語教師）

2008年
- 狂乱家族日記（花山厳一郎）
- ソウルイーター（B・J）
- TYTANIA -タイタニア-（ミハエル・ワレンコフ）
- テイルズ オブ ジ アビス（ゴールドバーグ）
- 鉄腕バーディー DECODE（ギーガー / 義賀バチルス）
- 天体戦士サンレッド（2008年 - 2010年、ナレーション、アーマータイガー、タイザ、ドルゴン 他） - 2シリーズ
- BLASSREITER（ヴィクター）
- 北斗の拳 ラオウ外伝 天の覇王（ナレーション）
- 薬師寺涼子の怪奇事件簿（薬師寺正基）

2009年
- 青い花（父）
- 明日のよいち!（与一の父）
- CANAAN（大沢賢治）
- クイーンズブレイド シリーズ（ヴァンス伯爵） - 2シリーズ
- グイン・サーガ（サイデン）
- 戦場のヴァルキュリア（ナレーション）
- 続 夏目友人帳（三ツ目の妖怪）
- 鉄腕バーディー DECODE:02（ガトール）
- NARUTO -ナルト- 疾風伝（牛頭〈ゴズ〉、ガマゲン、ゲンゴ）
- にゃんこい!（校長先生）
- バスカッシュ!（ロベルト・ガンビート、観客）

2010年
- いちばんうしろの大魔王（服部洋蔵）
- 裏切りは僕の名前を知っている（警視総監）
- おとめ妖怪 ざくろ（総角守富）
- Angel Beats!（教頭）
- オオカミさんと七人の仲間たち（荒神洋燈）
- 聖痕のクェイサー（山辺雄大）
- ぬらりひょんの孫（七人同行、手洗い鬼）
- 爆丸バトルブローラーズ ニューヴェストロイア（ティグレス、ベリアス、ロボット運転手）
- HEROMAN（警官A、高官A）

2011年
- 神様ドォルズ（史場慎吾）
- スイートプリキュア♪（バスドラ）
- 花咲くいろは（伊佐美轍夫）
- フリージング（2011年 - 2013年、軍人A、アオイ＝源吾） - 2シリーズ
- BLEACH（沓澤ギリコ）
- Persona4 the ANIMATION（校長）
- ベン・トー（壇堂健治）
- 魔乳秘剣帖（魔乳胸則）
- ミルク探偵（2011年 - 2012年、牛島乳造） - 2シリーズ

2012年
- 蒼い世界の中心で（マルクス）
- アマガミSS+ plus（トラックの運転手）
- CØDE:BREAKER（新田組長）
- 人類は衰退しました（キャラバン隊隊長）
- トータル・イクリプス（イェジー・サンダーク）
- モーレツ宇宙海賊（ヨートフ・シフ・シドー）
- 輪廻のラグランジェ season2（サルエマ）

2013年
- 蒼き鋼のアルペジオ -アルス・ノヴァ-（北良寛）
- 有頂天家族（2013年 - 2017年、恵比寿） - 2シリーズ
- さくら荘のペットな彼女（社長）
- 翠星のガルガンティア（司令）
- DEVIL SURVIVOR2 the ANIMATION（ビャッコ）
- はたらく魔王さま！（2013年 - 2023年、ノルド・ユスティーナ / サトウヒロシ） - 2シリーズ
- 機巧少女は傷つかない（エドワード・ラザフォード）
- 夜桜四重奏（謎の男）

2014年
- 彼女がフラグをおられたら（エリア・ブレードフィールド）
- キャプテン・アース（ミスター・バウ）
- 白銀の意思 アルジェヴォルン（アーノルド・ホルムス）
- SHIROBAKO（若柱博一）
- 精霊使いの剣舞（ファーレンガルト公）
- ディスク・ウォーズ:アベンジャーズ（世界安全保障委員B）
- ドラゴンコレクション（コ・ウタ・マーラ）
- 七つの大罪（2014年 - 2018年、ルイン） - 2シリーズ
- ハマトラ（マスター） - 2シリーズ
- ばらかもん（山村巌）
- 魔法科高校の劣等生（2014年 - 2024年、陳祥山、黒羽貢） - 2シリーズ + スペシャル

2015年
- アルスラーン戦記（2015年 - 2016年、モンフェラート） - 2シリーズ
- 機動戦士ガンダム 鉄血のオルフェンズ（2015年 - 2017年、ナディ・雪之丞・カッサパ） - 2シリーズ
- GATE 自衛隊 彼の地にて、斯く戦えり（モルト・ソル・アウグスタス）
- 血界戦線（大家）
- 下ネタという概念が存在しない退屈な世界（奥間善十郎）
- Charlotte（大物プロデューサー）
- 銃皇無尽のファフニール（ディラン少将）
- ダンジョンに出会いを求めるのは間違っているだろうか（2015年 - 2020年、ベルの祖父） - 2シリーズ
- ヘヴィーオブジェクト（艦長）
- 落第騎士の英雄譚（綾辻海斗）
- 乱歩奇譚 Game of Laplace（奴隷B、学者）

2016年
- アクティヴレイド -機動強襲室第八係-（統合自衛隊上官、上官）
- クロムクロ（レフィル）
- 競女!!!!!!!!（宮田無双）
- 最弱無敗の神装機竜（バルトシフト副司令）
- 昭和元禄落語心中（小馬師匠）
- フリップフラッパーズ（大神官）
- 文豪ストレイドッグス（2016年 - 2023年、広津柳浪） - 5シリーズ
- マギ シンドバッドの冒険（宰相）
- 名探偵コナン（基照彦）
- レガリア The Three Sacred Stars（アーベル・ルンテシュタット）

2017年
- 幼女戦記（カゾール）
- チェインクロニクル 〜ヘクセイタスの閃〜（カリファ）
- サクラクエスト（門田丑松）
- Re:CREATORS（ブリッツ・トーカー）
- 魔法陣グルグル（コーダイ国王）
- 将国のアルタイル（ゴルドバルト11世）
- アクションヒロイン チアフルーツ（城ヶ根大蔵）
- Infini-T Force（Z / 界堂一道）
- 十二大戦（岩猿）
- キノの旅 -the Beautiful World- the Animated Series（モトラド）
- クラシカロイド（ラーメン店 店主）

2018年
- ダメプリ ANIME CARAVAN（イナコ王）
- ゴールデンカムイ（オソマの父） - 2シリーズ
- フルメタル・パニック! Invisible Victory（ミスタ・ナトリウム）
- Back Street Girls -ゴクドルズ-（岡本鉄平）
- ユリシーズ ジャンヌ・ダルクと錬金の騎士（ジャン無怖公）
- 転生したらスライムだった件（2018年 - 2024年、カイジン） - 3シリーズ

2019年
- どろろ（主君）
- 荒野のコトブキ飛行隊（ゴドロウ）
- ワンパンマン（怪人王オロチ）
- 叛逆性ミリオンアーサー（クリストファー）
- ヴィンランド・サガ（2019年 - 2023年、フローキ） - 2シリーズ
- Fairy gone フェアリーゴーン（トーリ・ドーン）
- 慎重勇者〜この勇者が俺TUEEEくせに慎重すぎる〜（セルセウス）
- PSYCHO-PASS サイコパス 3（ジャックドー）

2020年
- バビロン（ヘイデン牧師）
- 天晴爛漫!（蒸気船船長）
- ミュークルドリーミー（2020年 - 2021年、ことこ祖父 / 石集斎）
- GREAT PRETENDER（エディ・カッサーノ）
- 魔女の旅々（初老の門兵）
- ふしぎ駄菓子屋 銭天堂（メガネ先生）

2021年
- 文豪ストレイドッグス わん!（広津柳浪）
- 転生したらスライムだった件 転スラ日記（カイジン）
- 蜘蛛ですが、なにか?（バスガス）
- 東京リベンジャーズ（2021年 - 2023年、父親、佐野万作） - 2シリーズ
- EDENS ZERO（2021年 - 2023年、ジャガー大佐） - 2シリーズ
- takt op.Destiny（ジョー）

2022年
- その着せ替え人形は恋をする（2022年 - 2025年、五条薫） - 2シリーズ
- マジカパーティ（ゴレミッド）
- SPY×FAMILY（エドガー）
- デリシャスパーティ♡プリキュア（2022年 - 2023年、華満こしのすけ）
- 黒の召喚士（ゼル・トライセン）
- 機動戦士ガンダム 水星の魔女（2022年 - 2023年、サリウス・ゼネリ） - 2シリーズ
- アキバ冥途戦争（闇金業者代表）
- BLEACH 千年血戦篇（沓澤ギリコ）

2023年
- Buddy Daddies（麻薬組織のボス）
- 鬼滅の刃 刀鍛冶の里編（鉄井戸）
- 青のオーケストラ（フィン）
- 贄姫と獣の王（マスクヴィアナ王）
- おしりたんてい（ホーク）
- ゴブリンスレイヤーII（大臣）

2024年
- NINJA KAMUI（マイク・モリス）
- 戦国妖狐（印河、老猿） - 2シリーズ
- バーテンダー 神のグラス（おぐらの大将）
- 新米オッサン冒険者、最強パーティに死ぬほど鍛えられて無敵になる。（親衛隊隊長）
- 異世界失格（ロドス）
- ハイガクラ（ナレーション）
- 魔王2099（エジュウ）
- ソードアート・オンライン オルタナティブ ガンゲイル・オンラインII（ジェイコブ）
- 青の祓魔師 雪ノ果篇（全人元）

2025年
- いずれ最強の錬金術師?（ワイバール教皇）
- 異修羅（彼岸のネフト）
- アポカリプスホテル（ドクター・べクルックス）

### 劇場アニメ
2007年
- 劇場版 灼眼のシャナ（TVナレーション）

2012年
- 009 RE:CYBORG

2013年
- 劇場版 とある魔術の禁書目録 -エンデュミオンの奇蹟-（ディダロス＝セクウェンツィア）

2015年
- アキの奏で（宮川正三）
- ハーモニー（ウーヴェ・ヴォール）

2016年
- ゼーガペインADP（インゼル）

2017年
- 交響詩篇エウレカセブン ハイエボリューション1（フライトデッキクルーA）

2018年
- 劇場版Infini-T Force/ガッチャマン さらば友よ（Z / 界堂一道）

2023年
- 劇場版 PSYCHO-PASS サイコパス PROVIDENCE（ジャックドー）

### OVA
2005年
- 鴉 -KARAS-（乙羽の父）

2006年
- CLUSTER EDGE Secret Episode（車掌）
- HELLSING（円卓会議要人、法皇） - 2作品

2008年
- switch（北岸）

2014年
- マギ シンドバッドの冒険（宰相）※単行本3・5巻OVA付き特別版

2015年
- ハイスクールD×D NEW（賢者）※DX.1 BD付限定版

2018年
- ルパン三世 ルパンは今も燃えているか?（プーン）

2020年
- 転生したらスライムだった件（カイジン） - 漫画版第14巻OAD付き限定版

2022年
- 機動戦士ガンダム 水星の魔女 PROLOGUE（サリウス・ゼネリ）

### Webアニメ
- モンスターストライク（2017年、エドワード・ティーチ）
- ケンガンアシュラ（2019年、鈴木栄作、賀露吉成[42]） - 2シリーズ [一覧 23]
- OBSOLETE（2019年、中隊長）
- 無限の住人-IMMORTAL-（2020年、綾目﨑久之進）
- BASTARD!! -暗黒の破壊神-（2022年、ナレーション）
- 風都探偵（2022年、蘭堂廉太郎[43]）
- マサムネ - 使命の赤き刃 -（2023年、マサムネ父）
- T・Pぼん（2024年、叔父、領主） - 2シリーズ[一覧 24]
- BULLET/BULLET（2025年、ダンパー[初出 2]）

### ゲーム
2000年代
- 救急救命 カドゥケウス2（2008年、ハインリヒ・フォン・ライテナウ）
- 朧村正（2009年、龍神）

2010年代
- HOSPITAL. 6人の医師（2010年、タチバナ・ヨシカゲ）
- デビルサバイバー オーバークロック（2011年、伏見）
- マブラヴ オルタネイティヴ トータル・イクリプス（2013年、イェジー・サンダーク大尉）
- Shadowverse（2016年、ファフニール、神龍、ディザスタードラゴン）
- グランブルーファンタジー（2017年、胎動する世界 / ザ・ワールド）
- SDガンダム GGENERATION CROSSRAYS（2019年、ナディ・雪之丞・カッサパ、マイキャラクターボイス〈男性14〉）

2020年代
- 機動戦士ガンダム 鉄血のオルフェンズG（2022年、ナディ・雪之丞・カッサパ）
- 18TRIP（2024年、茂松八景）
- 東京放課後サモナーズ（物部キョウマ）

### ドラマCD
- 浅見光彦シリーズ「後鳥羽伝説殺人事件」（森川）
- あまつき（逆柱）
- Vassalord.（プロデューサー）
- 桜蘭高校ホスト部（相島）
- おとめ妖怪 ざくろ ドラマCD 活劇音盤 〜さき、共々と〜（総角の父〈総角守富〉）
- がんばれ!消えるな!!色素薄子さん（マスター[47]）※ドラマCD付き第7巻特装版
- 「機動戦士ガンダム 鉄血のオルフェンズ」EPISODE DRAMA（ナディ・雪之丞・カッサパ[48]）
- 宮廷神官物語（橄欖王）

### 吹き替え

#### 映画（吹き替え）
- 幸せのちから（ロナルド・レーガン）※ソフト版
- スーパークロス（アール〈ロバート・パトリック〉）
- TAXI NY（空港へ急ぐ客）
- ペイチェック 消された記憶 ※テレビ朝日版
- ワンナイト・イン・モンコック
- TOUCH2（ラング刑事）

#### ドラマ
- ER XII、XIII 緊急救命室 #267,#268（ロブナー〈ルイス・ラコヴィエロ〉）
- ER XIV 緊急救命室 #298（ロイド〈ドン・パグスリー〉）
- オンエアー（お調子者の社長）
- キャシアン・アンドー（テイ・コルマ〈ベン・マイルズ〉）
- グレイズ・アナトミー 恋の解剖学（タッカー）
- ザ・ソプラノズ 哀愁のマフィア（ブッチ）
- ザ・モーニングショー（ミッチ・ケスラー〈スティーヴ・カレル〉）
- ダーク・マテリアルズ/黄金の羅針盤（マクフェイル院長〈ウィル・キーン〉）
- 24 -TWENTY FOUR-
  - シーズン4（シュレク 他）
  - シーズン5（アンドレイ）
  - シーズン8（B・ヘイスティングス支部長）
- 天龍八部（段正淳）
- ノンストップ・スリラー「暴走地区-ZOO-」（ミッチ・モーガン〈ビリー・バーク〉）
- PAN AM/パンナム（ジョージ・ブロイル）
- プラハの恋人
- ボディ・オブ・プルーフ2 死体の証言（チャーリー・ミークス〈マーク・ロルストン〉）
- ペク・ドンス（2012年、オープニングナレーション）
- レジェンド・オブ・フラッシュ・ファイター 書剣恩仇録（文泰来）
- ROME［ローマ］（カストル）

#### アニメ
- エリアス ちいさなレスキューせん（リチャード）
- カーズ
- ガーゴイルズ（オーエン・バーネット、ギルカムゲイン）
- スパイダーマン（マイケル・モービウス）
- DC がんばれ!スーパーペット（ジョー＝エル[49]）
- ティーン・タイタンズ（ムッシュ・マラー）
- ネクスト・アベンジャーズ 〜未来のヒーローたち〜
- ビリー&マンディ（ドラキュラ、トードブラット校長〈2代目〉）
- ルビー・グルーム（ポー、男優 他）
- ロード・オブ・ザ・リング/ローハンの戦い（フレカ[50]）

### 特撮
- 幻星神ジャスティライザー（2004年、サイバーナイト・ザウラスの声、ゼネラル・バッカスの声）
- 仮面ライダー鎧武/ガイム（2014年、仮面ライダー邪武の声）

### ナレーション
- スクール五輪の書（NHK教育）
- THE MEN'S TV（BS朝日）
- FOR YOU あしたのキミへ (NHK)
- 番宣・崖っぷちのエリー（テレビ朝日）
- ノンフィクションW（WOWOW）

### CM
- AKAGI（ナレーション/デッカルチェ）
- アサヒ（ナレーション/ワンダ ゼロマックスプレミアム）
- ACC CMフェスティバル（ナレーション/2008年）
- Orico（出演/唐沢寿明の上司）
- キリン（ナレーション/ファイヤブラック・円熟・ファイヤ）
- グリー（ナレーション/ケータイ海賊ゲーム・逆転裁判）
- コクヨ（父ちゃんの声/ハリナックス）
- 小林製薬（研究者の声/トイレその後に）
- サムスン（ナレーション/docomoPro・SC-01B）
- サントリー（ナレーション/ブラックBOSS）
- ジョンソン・エンド・ジョンソン（ナレーション/リステリン）
- SONY（ナレーション/オーディオ・Listen）
- ソニー・コンピュータエンタテインメント（ナレーション/PSソフト・プロ野球スピリッツ2012）
- ソニー・ミュージックエンタテインメント（ナレーション/加藤ミリヤ・ルヒカ 他）
- 大同生命（出演/IT企業社長）
- ドクターシーラボ（研究者の声）
- 日興コーディアル証券（ナレーション/世界のイチロー）
- 日清食品チルド（ナレーション/つけ麺の達人）
- ノエビアグループ常盤薬品工業（ナレーション/南天のど飴）
- Panasonic（ナレーション/ルミックスフォン・docomo P-03C）
- BMW（ナレーション/1シリーズ・3シリーズ・4シリーズ・5シリーズ・6シリーズ・7シリーズ・X1・X5・X6・M3・Z4 他）
- 富士ゼロックス（ナレーション/一人一音の音楽会）
- Berlits（ナレーション/ベルリッツ・ジャパン）
- モバゲー（ナレーション/怪盗ロワイヤル）
- ライオン（ナレーション/プロテクヘッド）
- シャープ（ナレーション/太陽光発電・アクオスフォン ダブルX）
- 住友商事（ナレーション/就活物語シリーズ・各部門シリーズ）
- 月刊コミックゼノン（ナレーション/ゼノンコミックス・花の慶次、義風堂々）
- トラスコ中山（ナレーション/軽量樹脂台車・カルティオ）
- ハウス食品（ナレーション/ビストロシェフ）
- マルハニチロ食品（ナレーション/サバの缶詰・月花シリーズ）
- 花王（父親の声・ナレーション/ニベアフォーメン・リバイタライジングバームQ10 他）
- ワーナー・ブラザース映画（ナレーション/ダークナイト ライジング）
- 東京ジョイポリス（ナレーション/ドキドキ貞子篇）
- 松竹映画（ナレーション/人類資金）
- SMBC日興証券（ナレーション/NISA夫婦の会話篇）
- 小学館（ナレーション/Jazz100年）
- 明治（ナレーション/Theチョコレート）
- ココス（ナレーション/やわらかローストビーフ篇 他）
- ユニリーバ（ナレーション/AXE BLACK 篇）
- 日本マクドナルド（ナレーション/ダブチを超えろ！ 篇 他）
- エステー（ナレーション/SHALDAN BOTANICAL〈シャルダン ボタニカル〉 篇）
- ニベア花王（ナレーション/ニベアサン 高密着ケア UVミルキィジェル 篇）
- NURO光（ナレーション/挑戦 篇）
- ソフトバンク（ナレーション/Google Pixel4a 5G 千鳥 篇）
- モスバーガー（ナレーション/二つのソース 篇）

### テレビドラマ
- 大河ドラマ
  - 太平記（1991年） - 足利直義近習
  - 炎立つ（1993年 - 1994年） - 平宗盛
- 名古屋お金物語（1995年、NHKドラマ新銀河）
- 中学生日記（1998年 - 2000年、NHK） - 笠寺先生
- 地獄少女（2006年 - 2007年） - オープニングナレーション
- パンドラ（2008年、WOWOW） - デスク
- 秘書のカガミ（2008年、テレビ東京） - オープニングナレーション

### 映画
- BEST GUY（1990年、東映） - 上野敏之一尉　※「斧篤」名義
- 沈まぬ太陽（2009年、角川映画） - 無線の声

### 玩具
- プレミアムバンダイ限定 DX黒のリンゴロックシード（仮面ライダー邪武の声）
- COMPLETE SELECTION MODIFICATION 戦極ドライバー（2021年3月、バンダイ） - コウガネ / 仮面ライダー邪武 役

### その他コンテンツ
- カートゥーン ネットワーク 年越しスペシャル ビリーズ・ブギーキャンプ（ドラキュラ）
- hoyu（白髪ぼかし/ポスター）
- Radio-I（I's Lounge/メインパーソナリティ）

### シリーズ一覧
1. ↑  第1期（2008年 - 2009年）、第2期（2009年 - 2010年）
2. ↑  第1期『流浪の戦士』（2009年）、第2期『玉座を継ぐ者』（2009年）
3. ↑  第1期（2011年）、第2期『ヴァイブレーション』（2013年）
4. ↑  第1作（2011年）、第2作『牛島乳造』（2012年）
5. ↑  第1期（2013年）、第2期『2』（2017年）
6. ↑  第1期（2013年）、第2期『はたらく魔王さま!!』2nd Season（2023年）
7. ↑  第1期（2014年）、第2期『戒めの復活』（2018年）
8. ↑  第1期（2014年）、第2期『Re:␣ ハマトラ』（2014年）
9. ↑  第1期（2014年）、スペシャル『追憶編』（2021年）、第3期（2024年）
10. ↑  第1期（2015年）、第2期『風塵乱舞』（2016年）
11. ↑  第1期（2015年 - 2016年）、第2期（2016年 - 2017年）
12. ↑  第1期（2015年）、第3期『III』（2020年）
13. ↑  第1シーズン（2016年）、第2シーズン（2016年）、第3シーズン（2019年）、第4シーズン（2023年）、第5シーズン（2023年）
14. ↑  第一期（2018年）、第二期（2018年）
15. ↑  第1期（2018年 - 2019年）、第2期第1部（2021年）、第3期（2024年）
16. ↑  SEASON 1（2019年）、SEASON 2（2023年）
17. ↑  第1期（2021年）、第3期『天竺編』（2023年）
18. ↑  第1期（2021年）、第2期（2023年）
19. ↑  Season 1（2022年）、Season 2（2025年）
20. ↑  Season1（2022年）、Season2（2023年）
21. ↑  第一部『世直し姉弟編』（2024年）、第二部『千魔混沌編』（2024年）
22. ↑  『Ⅱ』（2006年）、『Ⅲ』（2007年）
23. ↑  シーズン1/パート1・2（2019年）
24. ↑  シーズン1（2024年）、シーズン2（2024年）

### 初出話一覧
1. ↑  第15話初出
2. 1 2 3 4 5  第1話初出
3. ↑  第一部 第1話初出
4. ↑  第二部 第6話初出
5. 1 2  第2話初出
6. ↑  第12話初出
7. 1 2  第11話初出
8. ↑  第3話初出
9. ↑  第19話初出
10. ↑  第6話初出